# Un cadàver per postres
Un cadàver per postres (títol original en anglès: Murder by Death) és una pel·lícula estatunidenca de Robert Moore, estrenada el 1976. Aquesta pel·lícula ha estat doblada al català.

## Argument
Els 5 detectius més importants de tots els temps són convidats per un boig maquiavèl·lic a un sopar i a un homicidi. La víctima no és altra que l'amfitrió d'aquests detectius.

## Repartiment
- Eileen Brennan: Tess Skeffington
- Truman Capote: Lionel Twain
- James Coco: l'inspector Milo Perrier
- Peter Falk: Sam Diamond
- Alec Guinness: Jamesenyor Bensonyora (Jamesieur Bensonmum)
- Elsa Lanchester: Srta. Jessica Marbles
- David Niven: Dick Charleston
- Peter Sellers: l'inspector Sidney Wang
- Maggie Smith: Sra. Dora Charleston
- Nancy Walker: Yetta
- Estelle Winwood: Srta. Withers
- James Cromwell: Marcel Cassette
- Richard Narita: Willie Wang

## Al voltant de la pel·lícula[calcitació]
- El rodatge es va desenvolupar durant la tardor del 1975, al comtat de Berkshire, a Anglaterra.
- La pel·lícula va tenir una continuació el 1978, a The Cheap Detective, també dirigida per Robert Moore.
- Un cadàver a les postres marca el començament en el cinema de l'actor James Cromwell.
- El paper de l'inspector Wang primer va ser proposat a Orson Welles, però estava interpretant una altra pel·lícula a Itàlia.

## Nominacions
- Globus d'Or al millor actor musical o còmic per Truman Capote el 1977.